# Longepi
Longepi is een geslacht van spinnen uit de  familie van de Lamponidae.

## Soorten
- Longepi barmah Platnick, 2000
- Longepi bondi Platnick, 2000
- Longepi boyd Platnick, 2000
- Longepi canungra Platnick, 2000
- Longepi cobon Platnick, 2000
- Longepi durin Platnick, 2000
- Longepi tarra Platnick, 2000
- Longepi woodman Platnick, 2000